# Sami al-Najei
Sami bin Khalil bin Nasser al-Najei (arabisch سامي النجعي, DMG Sāmī an-Naǧʿī; * 7. Februar 1997 in Riad) ist ein saudi-arabischer Fußballspieler.

## Karriere

### Verein
Er wechselte zur Saison 2015/16 aus der U23 von al-Nassr FC in die erste Mannschaft. Anfang Februar 2019 wechselte er bis zum Ende der laufenden Spielzeit zu al-Qadisiyah. Die nächste Spielzeit verbrachte er beim Damac FC. Seit der Saison 2020/21 ist er wieder im Kader von al-Nassr. Mit diesen gewann er zum Start dieser Saison den nationalen Supercup.

### Nationalmannschaft
Mit der U20 spielte er bei der Weltmeisterschaft 2017 in jedem Spiel als Kapitän in der Startelf.
Mit der U23 spielte er bei der Asienmeisterschaft 2018 und kam zu zwei Einsätzen. Bei der Asienmeisterschaft 2020 wurde er in einem Gruppenspiel und im Viertelfinale sowie Halbfinale eingesetzt.
Sein Debüt in der A-Mannschaft feierte er am 14. Januar 2014 bei einem 7:2-Freundschaftsspielsieg über Kambodscha, als er in der 76. Minute für Abdulmalek al-Khaibri eingewechselt wurde.
Bei den Olympischen Spielen 2020 in Tokio spielte in jeder der drei Vorrundenpartien von Beginn an und erzielte bei der 2:3-Niederlage gegen Deutschland beide Tore seiner Mannschaft.